# La trampa inesperada
La trampa inesperada es una película de suspenso y drama criminal nigeriana de 2019 dirigida por Niyi Akinmolayan. Está protagonizada por Dakore Akande, Adesua Etomi y Kehinde Bankole. La película desarrolla la historia de una joven que tiene que convertirse en una criminal para sobrevivir. Fue estrenada el 9 de agosto de 2019 y recibió críticas mixtas. A pesar de la recepción mixta de los críticos, se convirtió en un éxito de taquilla. También se transmitió a través de Netflix el 22 de abril de 2020.

## Sinopsis
Grace (Kehinde Bankole) y Chike (Adesua Etomi), son  mejores amigas que eventualmente se convierten en traficantes de drogas para poder sobrevivir. Chike es arrastrada a una serie de engaños cuando es contratada por los miembros de la alta sociedad Edem (Jim Iyke) y Madame (Tina Mba) para casarse con la heredera de una fortuna.

## Elenco
- Dakore Akande como la heredera
- Adesua Etomi como Chike
- Kehinde Bankole como Grace
- Jim Iyke como Edem
- Tina Mba como Madame (Enitan)
- Joke Silva
- Ayoola Ayolola
- Uzor Arukwe

## Producción
Es la séptima película del director Niyi Akinmolayan después de Kajola, Make a Move, Falling, The Arbitration, The Wedding Party 2 y Chief Daddy. También es la segunda colaboración entre el director Niyi y el escritor Chiza Onuzo después de The Wedding Party 2. Fue producida por Inkblot Productions, siendo su décima película. El rodaje se realizó principalmenteen Lagos. El tráiler oficial se dio a conocer el 3 de julio de 2019. La película se estrenó en los cines FilmHouse de Lagos el 4 de agosto de 2019.